# Episodi di Cercami a Parigi (prima stagione)
La prima stagione di Cercami a Parigi è andata in onda in Francia dal 14 aprile 2018 sul canale Disney Channel. In Italia è stata trasmessa con i primi due episodi il 21 settembre. I restanti episodi sono stai trasmessi dal 7 novembre al 7 dicembre 2018.
| n. | Titolo originale            | Titolo italiano              | Prima TV Francia  | Prima TV Italia   |
| -- | --------------------------- | ---------------------------- | ----------------- | ----------------- |
| 1  | Le Portail de l'Opéra       | Cercami a Parigi             | 14 aprile 2018    | 21 settembre 2018 |
| 2  | Bienvenue au BLOK           | Hip-hop panoramico           | 14 aprile 2018    | 21 settembre 2018 |
| 3  | Le Secret de Léna           | La ragazza con la corona     | 14 aprile 2018    | 7 novembre 2018   |
| 4  | Un duo explosif             | Balla e basta                | 21 aprile 2018    | 8 novembre 2018   |
| 5  | Rendez-vous à Paris         | Ananas terapia               | 21 aprile 2018    | 9 novembre 2018   |
| 6  | Les Petites Mères           | Competizione sfrenata        | 28 aprile 2018    | 12 novembre 2018  |
| 7  | La Legénde de la fée        | La leggenda della fata       | 28 aprile 2018    | 13 novembre 2018  |
| 8  | Arabesque et Flamenco       | Piroette, giri e passi doppi | 5 maggio 2018     | 14 novembre 2018  |
| 9  | Amies ou Ennemies ?         | Migliori amiche              | 5 maggio 2018     | 15 novembre 2018  |
| 10 | Une mère envahissante       | Aiuto! Arriva mamma!         | 12 maggio 2018    | 16 novembre 2018  |
| 11 | Dans les tunnels de l'opéra | Senza via d'uscita           | 19 maggio 2018    | 19 novembre 2018  |
| 12 | La Méthode «Relax, Max !»   | Il metodo relax              | 19 maggio 2018    | 20 novembre 2018  |
| 13 | Une dernière danse ?        | Amore nel tempo              | 26 maggio 2018    | 21 novembre 2018  |
| 14 | Le jour d'après             | L'espulsione                 | 22 settembre 2018 | 22 novembre 2018  |
| 15 | Messages dans la cheminée   | Tra i mattoni                | 22 settembre 2018 | 23 novembre 2018  |
| 16 | Hip-hop baroque             | Hip-hop ad alto rischio      | 29 settembre 2018 | 26 novembre 2018  |
| 17 | Jeux dangereux              | Scarpette e scivoloni        | 29 settembre 2018 | 27 novembre 2018  |
| 18 | El Barrio                   | Prove segrete                | 6 ottobre 2018    | 28 novembre 2018  |
| 19 | Secrets de famille          | Coreografo a sorpresa        | 13 ottobre 2018   | 29 novembre 2018  |
| 20 | Comme des frères            | La nuova crew                | 13 ottobre 2018   | 30 novembre 2018  |
| 21 | Toujours l'amour            | Amore                        | 20 ottobre 2018   | 3 dicembre 2018   |
| 22 | Un secret au musée          | Sfida al museo               | 20 ottobre 2018   | 4 dicembre 2018   |
| 23 | L'autre pendentif           | Bugie che corrono            | 27 ottobre 2018   | 5 dicembre 2018   |
| 24 | La pression monte           | Balla finché non crolli      | 27 ottobre 2018   | 6 dicembre 2018   |
| 25 | Hip-hop au l'Euro challenge | Un gioco pericoloso          | 3 novembre 2018   | 7 dicembre 2018   |
| 26 | Dernière chance             | In scena                     | 3 novembre 2018   | 7 dicembre 2018   |